# Dessislawa Mladenowa
Dessislawa Swetoslawowa Mladenowa (bulgarisch Десислава Светославова Младенова, englische Schreibweise: Dessislava Mladenova; * 21. Juni 1988 in Sofia) ist eine ehemalige bulgarische Tennisspielerin.

## Karriere
Mladenowa begann mit acht Jahren das Tennisspielen und bevorzugt Hartplätze. Sie spielte hauptsächlich Turniere auf der ITF Women’s World Tennis Tour, wo sie drei Titel im Doppel gewinnen konnte.
2007 bestritt sie im April drei Doppel für die bulgarische Fed-Cup-Mannschaft an der Seite von Dia Ewtimowa, wovon die beiden zwei verloren und ein Doppel gewinnen konnten. Im Mai konnte sie ihren ersten ITF-Doppeltitel erringen.
2008 erhielt sie zusammen mit ihrer Partnerin Eliza Kostowa eine Wildcard für das Hauptfeld im Damendoppel des Allianz Cup, wo die beiden ihre Erstrundenbegegnung gegen das an Position zwei gesetzte Doppel Maret Ani und Renata Voráčová mit 2:6 und 2:6 verloren.

## Turniersiege

### Doppel
| Nr. | Datum        | Turnier  | Kategorie   | Belag     | Partnerin               | Finalgegnerinnen                     | Ergebnis         |
| --- | ------------ | -------- | ----------- | --------- | ----------------------- | ------------------------------------ | ---------------- |
| 1.  | 5. Mai 2007  | Antalya  | ITF $25.000 | Hartplatz | Vojislava Lukić         | Oksana Kalaschnikowa Sopia Kwazabaia | 2:6, 6:2, 6:3    |
| 2.  | 23. Mai 2009 | Craiova  | ITF $10.000 | Sand      | Tanja Germanliewa       | Simona-Iulia Matei Nataša Zorić      | 4:6, 6:1, [10:7] |
| 3.  | 14. Mai 2011 | Istanbul | ITF $10.000 | Hartplatz | Andreea-Roxana Vaideanu | Ganna Piven Anastassija Wassyljewa   | 4:6, 6:1, [10:5] |